# James Haven
James Haven (rojen kot James Haven Voight), ameriški igralec in filmski producent, * 11. maj 1973, Los Angeles, Kalifornija, Združene države Amerike.
Njegova starša sta ameriška igralca Jon Voight in Marcheline Bertrand. James je brat Angeline Jolie.

## Biografija

### Zgodnje in osebno življenje
James Haven Voight je bil rojen 11. maja 1973 v Los Angelesu, Kalifornija, Združene države Amerike, kot sin igralca Jona Voighta in igralke Marcheline Bertrand. Ima eno sestro, Hollywoodsko igralko Angelino Jolie. Je nečak Chipa Taylora. Ima slovaške in nemške korenine.

### Kariera
Prvič se je na velikih filmskih platnih pojavil s sestro Angelino in njenim (kasneje) možem Billyjem Bobom Thorntonjem v filmu Monster's Ball leta 2001.
Kasneje se pojavi tudi v televizijski seriji Na kraju zločina.
Potem je začel študirati ustvarjanje filmov na USC School of Cinema-Television.
Skupaj z Angelino je produciral dokumentarni film Trudell.
Pojavi se tudi v filmu Stay Alive (leta 2006).